# Ostrożanka (gromada)
Ostrożanka – dawna gromada, czyli najmniejsza jednostka podziału terytorialnego Polskiej Rzeczypospolitej Ludowej w latach 1954–1972.
Gromady, z gromadzkimi radami narodowymi (GRN) jako organami władzy najniższego stopnia na wsi, funkcjonowały od reformy reorganizującej administrację wiejską przeprowadzonej jesienią 1954 do momentu ich zniesienia z dniem 1 stycznia 1973, tym samym wypierając organizację gminną w latach 1954–1972.
Gromadę Ostrożanka siedzibą GRN w Ostrożance utworzono – jako jedną z 8759 gromad na obszarze Polski – w powiecie iłżeckim w woj. kieleckim, na mocy uchwały nr 13k/54 WRN w Kielcach z dnia 29 września 1954. W skład jednostki weszły obszary dotychczasowych gromad Małyszyn, Ostrożanka, Tychów Nowy i Tychów Stary ze zniesionej gminy Mirzec w tymże powiecie; ponadto lasy państwowe nadleśnictwa Starachowice, oddziały Nr Nr 63, 64, 86 do 93, 121 do 129, 157 do 165 i 191. Dla gromady ustalono 27 członków gromadzkiej rady narodowej.
29 lutego 1956 do gromady Ostrożanka przyłączono oddziały Nr Nr 192–195 nadleśnictwa Starachowice z gromady Lubienia w tymże powiecie oraz oddziały Nr Nr 196–197 nadleśnictwa Starachowice z gromady Wąchock w tymże powiecie.
Gromadę zniesiono 1 stycznia 1969, a jej obszar włączono do gromad Mirzec (wsie Nowy Tychów i Stary Tychów) i Jasieniec Iłżecki (wsie Małyszyn, Małyszyn Górny, Ostrożanka i Stary Małyszyn).